# Marcelo Penta
Marcelo Alejandro Penta (Las Heras, 26 agosto 1985) è un ex calciatore argentino, di ruolo centrocampista.

## Carriera

### Club
Ha giocato nella massima serie dei campionati argentino e cipriota.